# Матос, Мауро
Мауро Матос (исп. Mauro Matos; родился 6 августа 1982 года, Кастелли, провинция Буэнос-Айрес) — аргентинский футболист, нападающий.

## Биография
Матос начал карьеру выступая за команды низших дивизионов «Уркиса» и Депортиво Арменио. В 2008 году он перешёл в «Арсенал» из Саранди. 16 августа в матче против «Тигре» Мауро дебютировал в аргентинской Примере. 24 августа в поединке против «Годой-Крус» Матос забил свой первый гол за команду. В начале 2010 года Мауро перешёл в клуб второго дивизиона «Олл Бойз». 30 января в матче против КАИ он дебютировал за новую команду. 6 февраля в поединке против «Феррокарриль Оэсте» Матос забил свой первый мяч за новую команду. Мауро помог клубу выйти в Примеру по итогам сезона.
В 2013 году Матос перешёл в мексиканский «Сан-Луис» на правах аренды. 20 января в матче против «Монаркас Морелия» он дебютировал в Лиге MX. Через неделю в поединке против «Монтеррея» он забил свой первый мяч за «Сан-Луис». После возвращения из аренды Матос забил 9 мячей в 17 матчах и завершил год лучшим бомбардиром команды. В январе 2014 года он перешёл в «Сан-Лоренсо». 16 февраля в поединке против «Расинга» из Авельянеды он дебютировал за новую команду. 19 февраля в матче против «Аргентинос Хуниорс» Мауро забил свой первый гол за новый клуб.
24 июля в полуфинале Кубка Либертадорес против боливийского «Боливара» Мауро забил гол и помог клубу выйти в финал турнира. 7 августа в первом матче финала против парагвайского «Насьоналя» Матос забил мяч. В ответном поединке «Сан-Лоренсо» выиграл и Мауро стал обладателем главного трофея Южной Америки.
Летом 2016 года он перешёл в «Ньюэллс Олд Бойз» на правах аренды. 28 августа в матче против «Кильмеса» Матос дебютировал за новую команду. В начале 2017 года Мауро на правах аренды присоединился к «Химнасии Ла-Плата». 12 марта в матче против «Кильмеса» он дебютировал за новую команду. В этом же поединке Матос забил свой первый гол за «Химнасию».

## Достижения
Командные
 «Сан-Лоренсо»
- Чемпионат Аргентины по футболу — Инисиаль 2013/2014
- Обладатель Кубка Либертадорес — 2014